# Abdulhussain Abdulredha
Abdulhussain Abdulredha (em árabe: عبد الحسين عبد الرض) foi um ator, político, produtor, escritor, membro do movimento de arte kuwaitiano e fundador de grupo de artistas.

## Biografia
Abdulredha nasceu em Kuwait no ano de 1939. Viajou para o Egito à custa do ministério da saúde em 1956 para aprender arte de gravura e em 1961 foi para Alemanha onde viajou em missão.
Faleceu em 11 de agosto de 2017, aos 78 anos, em Londres.

## Carreira

### Televisão
- Bo observa Silverline (1964) - Bo Silverline
- Dias de jogo (1964)
- Coração Grande (1964)
- Tribunal Fareej (1967)
- Paciência é a chave para o alívio (1968)
- Qahsh urgente (1969)
- Posições (1970)
- Ogelhe (1970) - Ogelhe
- Família Bomrean (1971) - Bo Marian
- Envolvido em um diálogo com Sauer (1972)
- Cherbakh (1972)
- Almlqov (1973) - Faleh